# 謝爾比尼夫齊
49°5′28″N 27°55′8″E / 49.09111°N 27.91889°E

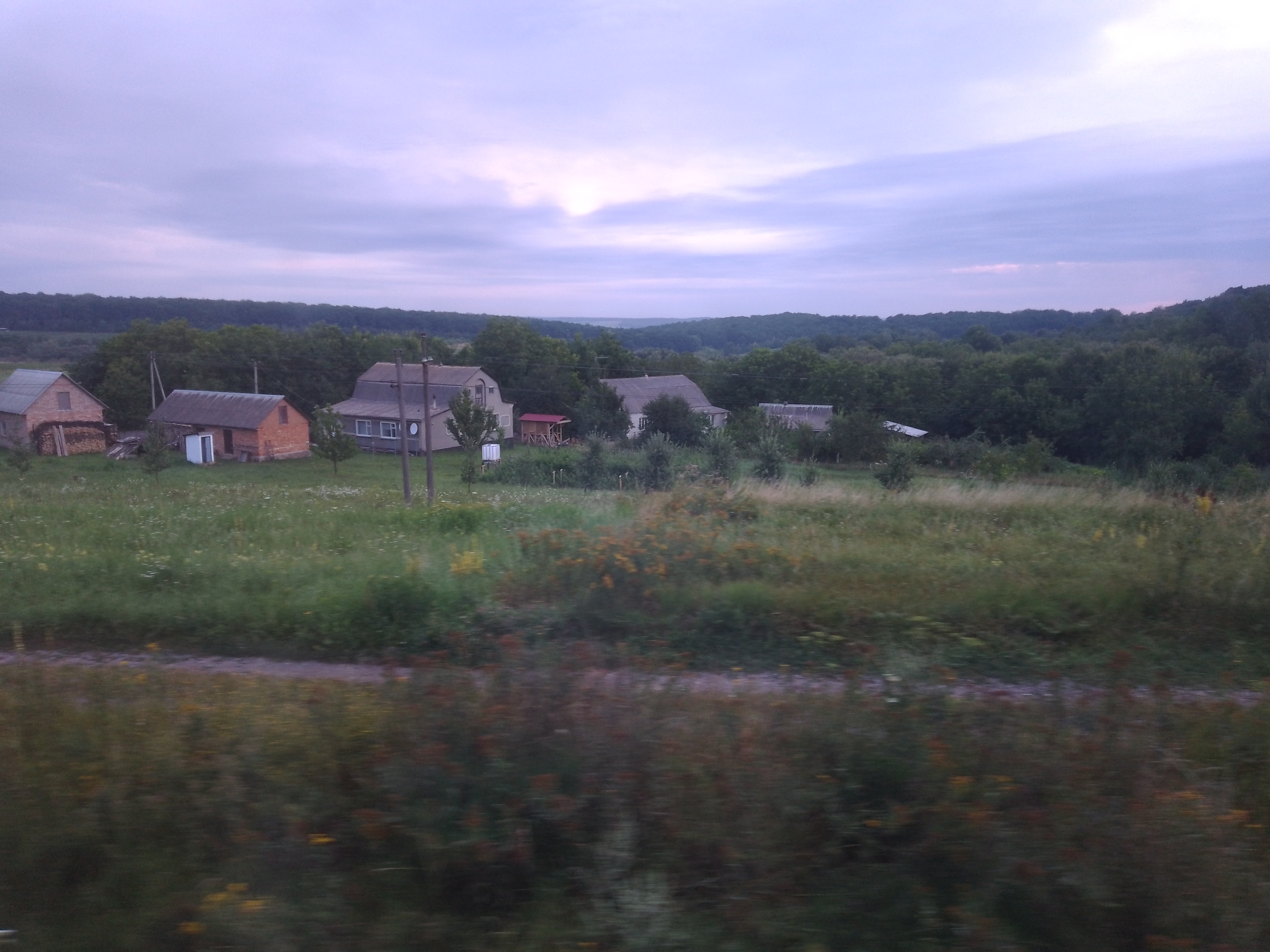
谢尔比尼夫齐的小村

謝爾比尼夫齊（烏克蘭語：Сербинівці）是位於烏克蘭西南部文尼察州裏赫米利尼克區的村莊，始建於1591年，面積2.43平方公里，海拔高度329米，2001年人口1,193，人口密度每平方公里490.54人。